# Lars-Anders Wahlgren
Pour les articles homonymes, voir Wahlgren.
Lars-Anders Wahlgren, né le 24 août 1966 à Lund, est un ancien joueur de tennis professionnel suédois.

## Palmarès

### Finale en simple messieurs
| No | Date       | Nom et lieu du tournoi                        | Catégorie | Dotation  | Surface    | Vainqueur  | Score         |  |
| -- | ---------- | --------------------------------------------- | --------- | --------- | ---------- | ---------- | ------------- |  |
| 1  | 09-10-1989 | Australian Indoor Tennis Championship, Sydney |           | 375 000 $ | Dur (int.) | Ivan Lendl | 6-2, 6-2, 6-1 |  |

### Finales en double messieurs
| No | Date       | Nom et lieu du tournoi        | Catégorie    | Dotation  | Surface         | Vainqueurs                  | Partenaire     | Score         |  |
| -- | ---------- | ----------------------------- | ------------ | --------- | --------------- | --------------------------- | -------------- | ------------- |  |
| 1  | 27-09-1993 | Open de Malaisie Kuala Lumpur | World Series | 275 000 $ | Dur (int.)      | Jacco Eltingh Paul Haarhuis | Jonas Björkman | 7-5, 4-6, 7-6 |  |
| 2  | 26-09-1994 | Open de Malaisie Kuala Lumpur | World Series | 375 000 $ | Moquette (int.) | Jacco Eltingh Paul Haarhuis | Nicklas Kulti  | 6-0, 7-5      |  |

## Parcours dans les tournois du Grand Chelem

### En simple
| Année | Open d'Australie | Open d'Australie | Roland-Garros | Roland-Garros     | Wimbledon | Wimbledon  | US Open  | US Open      |
| ----- | ---------------- | ---------------- | ------------- | ----------------- | --------- | ---------- | -------- | ------------ |
| 1987  | -                | -                | 2e tour       | Aaron Krickstein  | -         | -          | -        | -            |
| 1988  | -                | -                | -             | -                 | -         | -          | -        | -            |
| 1989  | 1er tour         | Damir Keretić    | -             | -                 | -         | -          | -        | -            |
| 1990  | 3e tour          | Aaron Krickstein | 1er tour      | Marcelo Filippini | 1er tour  | Guy Forget | -        | -            |
| 1991  | 2e tour          | Wayne Ferreira   | -             | -                 | -         | -          | -        | -            |
| 1992  | 3e tour          | Omar Camporese   | -             | -                 | -         | -          | -        | -            |
| 1993  | 1er tour         | Richard Krajicek | -             | -                 | -         | -          | -        | -            |
| 1994  | 2e tour          | Karel Nováček    | 1er tour      | Mark Woodforde    | -         | -          | 1er tour | Jeff Tarango |
| 1995  | -                | -                | -             | -                 | -         | -          | -        | -            |
| 1996  | -                | -                | -             | -                 | -         | -          | -        | -            |
| 1997  | -                | -                | -             | -                 | -         | -          | -        | -            |
| 1998  | -                | -                | -             | -                 | -         | -          | -        | -            |

### En double
N'a jamais participé à un tableau final